# 7Dnevno
7Dnevno, hrvatski je politički tjednik.
Sjedište lista je u Zagrebu. Prodaje se diljem Hrvatske. U 2016. godini bio je najprodavaniji hrvatski tjednik.

## Glavni urednici
- Nikica Gović (2013. – 2014.)
- Ivica Granić[4] (2014. – ?)
- Viktor Kodrič (? – 2019.)
- Mark Cigoj (2019. – danas)

## Poznati suradnici
Do danas su članke za tjednik 7Dnevno pisali Nikica Gović, Ivan Granić, Zvonimir Hodak, Davor Gjenero, Nino Raspudić, Josip Jović, Tihomir Dujmović, Marina Tenžera, Joško Čelan, Ivica Šola, Zvonimir Despot, Marcel Holjevac, Krešimir Mišak, Tomislav Kukec, Tvrtko Dolić, Mario Tomasović, Ivan Lovrinović Jure Zovko, Željko Sakić, Andrija Kačić Karlin i ini.

## Poveznice
- Dnevno
- Hrvatska novinska izdanja